# The Flowers of Romance
The Flowers of Romance — британський панк-роковий гурт, який було сформовано у 1976 році.

## Зовніші посилання
- The Flowers Of Romance [Архівовано 29 серпня 2019 у Wayback Machine.]

| Валторна | Це незавершена стаття про музичний колектив. Ви можете допомогти проєкту, виправивши або дописавши її. |